# خورش گوجه‌سبز
خورش گوجه سبز یکی از دهها نوع خورش‌های اصیل ایرانی است که در طبخ آن از مرغ پیاز بزرگ آرد گوجه سبز رسیده و بزرگ جعفری خشک و نعنا خشک و ادویه جات مخصوص استفاده و با پلو مصرف می‌شود.